# Roba (Ouahigouya)
Pour les articles homonymes, voir Roba.
Roba est une localité située dans le département de Ouahigouya de la province du Yatenga dans la région Nord au Burkina Faso.

## Géographie
Roba se trouve à 11 km au nord-ouest du centre de Ouahigouya, le chef-lieu de la province, et à 2 km au nord de la route nationale 2.

## Histoire
En 1850, une seconde vague épidémique de trypanosomiase (ou maladie du sommeil), portée par les glossines, fait environ 180 morts dans le village de Roba qui avait été préservé de la première vague ayant touché la région du Yatenga.

## Santé et éducation
Roba accueille un centre de santé et de promotion sociale (CSPS) tandis que le centre hospitalier régional (CHR) de la province se trouve à Ouahigouya.